# Neoceratium tenue
Neoceratium tenue is een soort in de taxonomische indeling van de Myzozoa, een stam van microscopische parasitaire dieren. Het organisme komt uit het geslacht Neoceratium en behoort tot de familie Ceratiaceae. Neoceratium tenue werd in 2009 ontdekt door F.Gomez, D.Moreira & P.Lopez-Garcia.